# Lé Casté
Lé Casté (en inglés: Castel; en francés: Sainte-Marie-du-Câtel) es la parroquia más grande de Guernsey en términos de superficie.
La parroquia tiene una clara evidencia de cambios en los niveles del mar antiguos, con troncos de un bosque de robles visibles en la playa de Vazon durante la marea muy baja y a 8 m s. n. m. una playa antigua:
El antiguo apodo de Guernésiais para los habitantes de Castel era ânes pur sàng.
La parroquia acoge tanto a Le Viaër Marchi como al North Show, que incluye la Batalla de las Flores anualmente. También produce una revista regular llamada Castel Matters.
El código postal de las direcciones de las calles de esta parroquia comienza con GY5.

## Parroquia
La iglesia parroquial de Santa María de Castel, también conocida como Notre Dame de la Délivrance, se consagró el 25 de agosto de 1203. Es notable por su fresco medieval conservado. Un menhir neolítico precristiano que data de 2500 a. C.-1800 a. C. en el cementerio, tallado para representar a una hembra, con senos y un collar en alivio, posiblemente un símbolo de fertilidad. Fue descubierto bajo el piso de la iglesia en 1878, posiblemente enterrado allí para librar a la iglesia de un vínculo con las creencias paganas mayores. En el CHIRCHYDARD, la tumba de James Saumarez, el I Barón de Saumárez, un almirante de la Royal Navy británica, se cree que la Iglesia se construye en un Fuerte antiguo, de ahí el nombre Castel o Câtel, en la zona se han descubierto las baldosas y la cerámica romanas rotas, lo que indica la ocupación romana.